# Mersin Mustangs 2016
Questa voce raccoglie le informazioni riguardanti i Mersin Mustangs nelle competizioni ufficiali della stagione 2016.

## 1. Lig 2016

### Stagione regolare
| 7 febbraio 2016 1ª giornata | Mersin Mustangs | 20 – 18 | ITÜ Hornets |  |

| 21 febbraio 2016 2ª giornata | Mersin Mustangs | 0 – 50 | Koç Rams |  |

| 20 marzo 2016 4ª giornata | Mersin Mustangs | 26 – 42 | ODTÜ Falcons |  |

| 2 aprile 2016 5ª giornata | Gazi Warriors | 34 – 28 | Mersin Mustangs |  |

| 8 maggio 2016 7ª giornata | Boğaziçi Sultans | 56 – 0 | Mersin Mustangs |  |

| 21 maggio 2016 9ª giornata | Sakarya Tatankaları | 17 – 14 | Mersin Mustangs |  |

## Statistiche di squadra
| Competizione      | %Vittorie | In casa | In casa | In casa | In casa | In casa | In casa | In trasferta | In trasferta | In trasferta | In trasferta | In trasferta | In trasferta | Totale | Totale | Totale | Totale | Totale | Totale |
| Competizione      | %Vittorie | G       | V       | N       | P       | Pf      | Ps      | G            | V            | N            | P            | Pf           | Ps           | G      | V      | N      | P      | Pf     | Ps     |
| ----------------- | --------- | ------- | ------- | ------- | ------- | ------- | ------- | ------------ | ------------ | ------------ | ------------ | ------------ | ------------ | ------ | ------ | ------ | ------ | ------ | ------ |
| Stagione regolare | .167      | 3       | 1       | 0       | 2       | 46      | 110     | 3            | 0            | 0            | 3            | 42           | 107          | 6      | 1      | 0      | 5      | 88     | 217    |
| Totale            | .167      | 3       | 1       | 0       | 2       | 46      | 110     | 3            | 0            | 0            | 3            | 42           | 107          | 6      | 1      | 0      | 5      | 88     | 217    |